# Рибейра Гранде де Сантяго
Рибейра Гранде де Сантяго е една от 22-те общини на Кабо Верде. Разположена е в югозападната част на остров Сантяго. Площта на общината е 164 км², а населението, по предваритена оценка от юли 2019 г., е 8520 души. Гъстотата на населението е около 67 души/км². Административният център на Рибейра Гранде де Сантяго е град Сидаде Велха.
Общината е разделена на две енории – Сантисимо Номе де Хесус и Сао Джоао Баптиста.